# Head and Neck Support

System HANS. 1. Kołnierz. 2. Pasek. 3. Mocowanie do kasku (po jednym z każdej strony). 4. Oparcie na ramiona

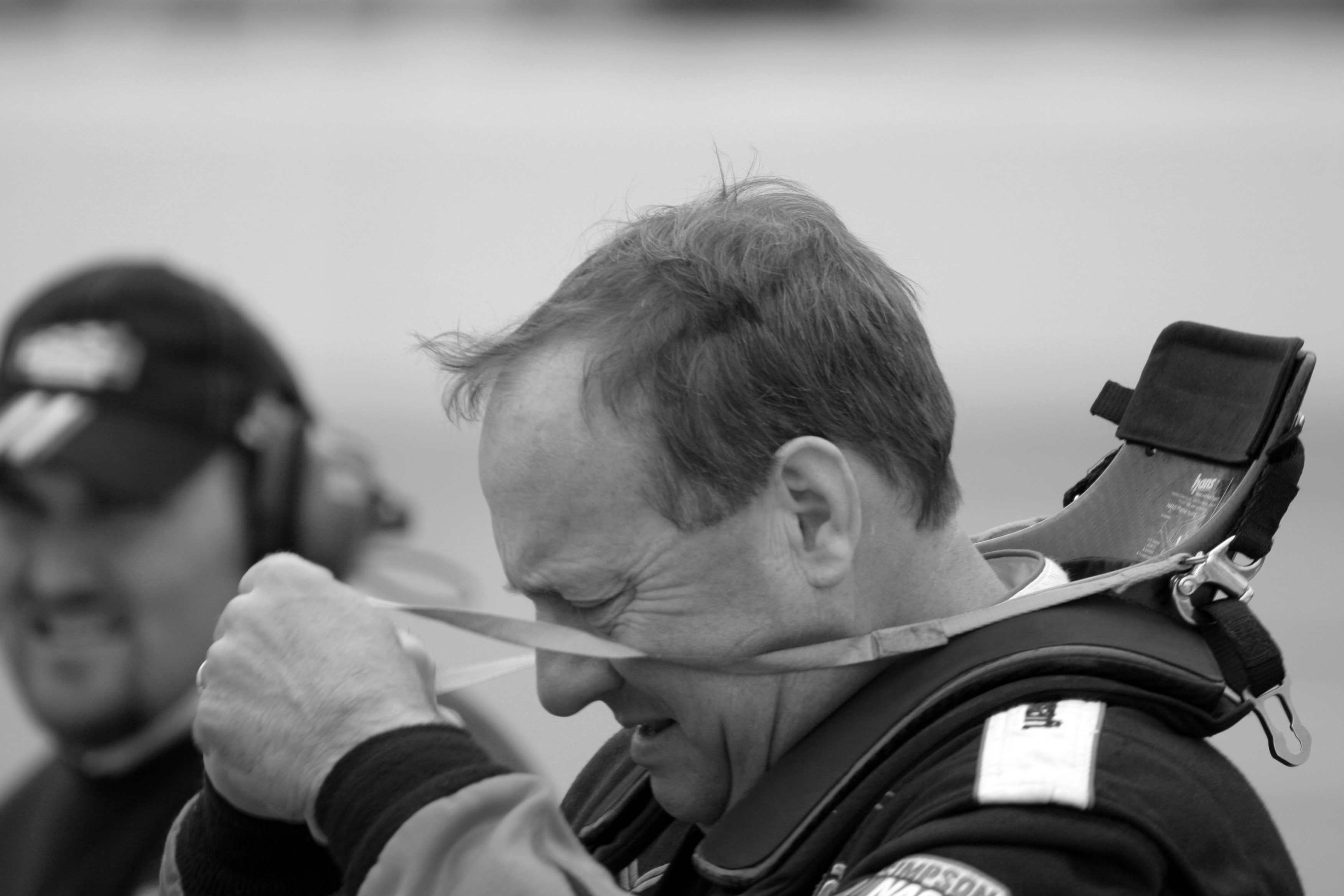
HANS na ramionach kierowcy NASCAR Kena Schradera

Head And Neck Support (HANS), system ochrony głowy i karku – urządzenie chroniące głowę i szyję kierowcy, przypominające twardy kołnierz przypinany do kombinezonu i kasku. Obowiązkowy element wyposażenia kierowców wyścigowych od 2003 roku.
W przypadku zderzenia z przeszkodą tułów utrzymywany jest pasami, podczas gdy siłę bezwładności działającą na głowę musi zrekompensować szyja, powodujące wzrost ryzyka urazu kręgosłupa. W systemie HANS kask chroniący głowę łączony jest paskami do podpory na ramionach, hamując jej ruch do przodu.